# Etzlenswenden

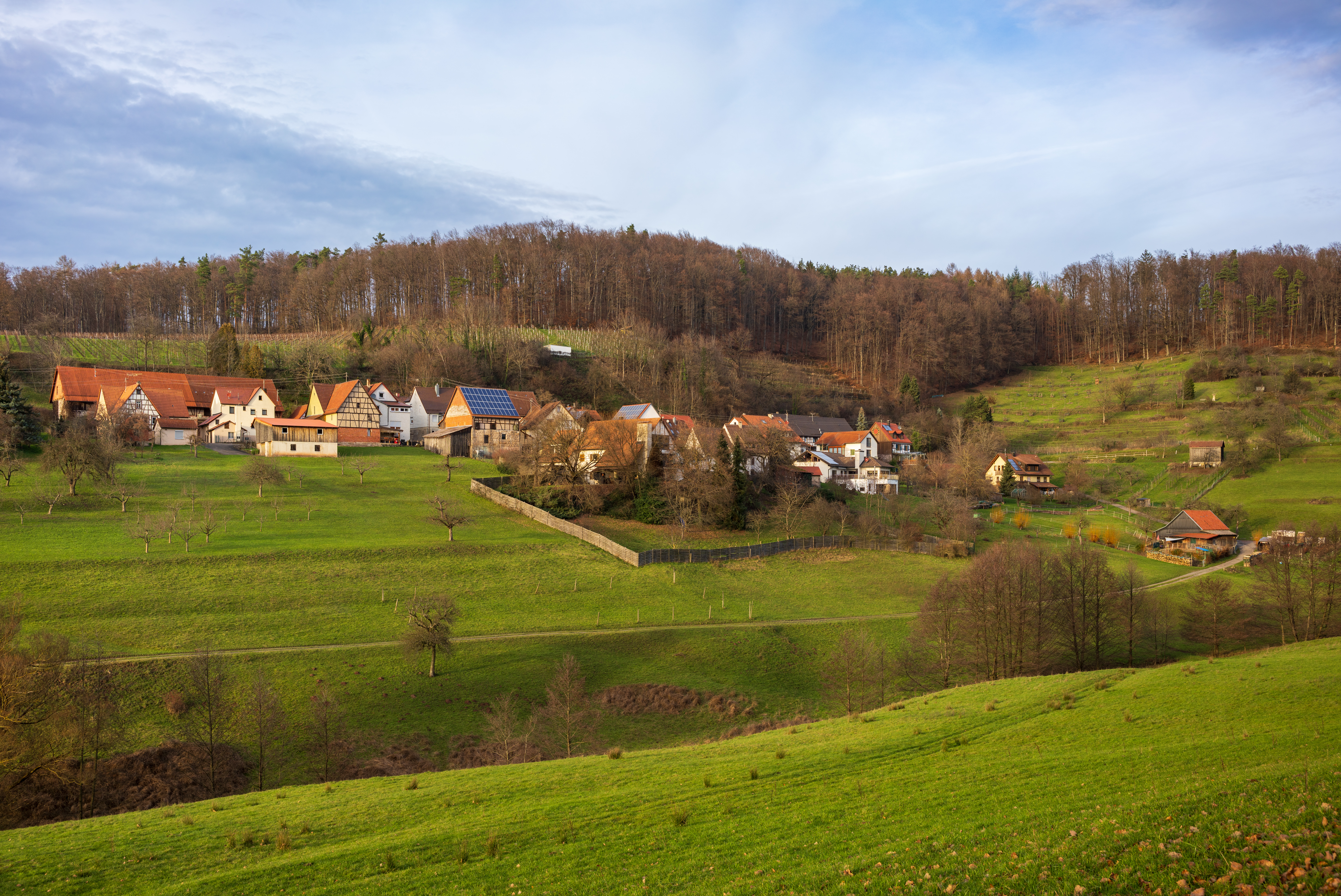
Etzlenswenden von Süden

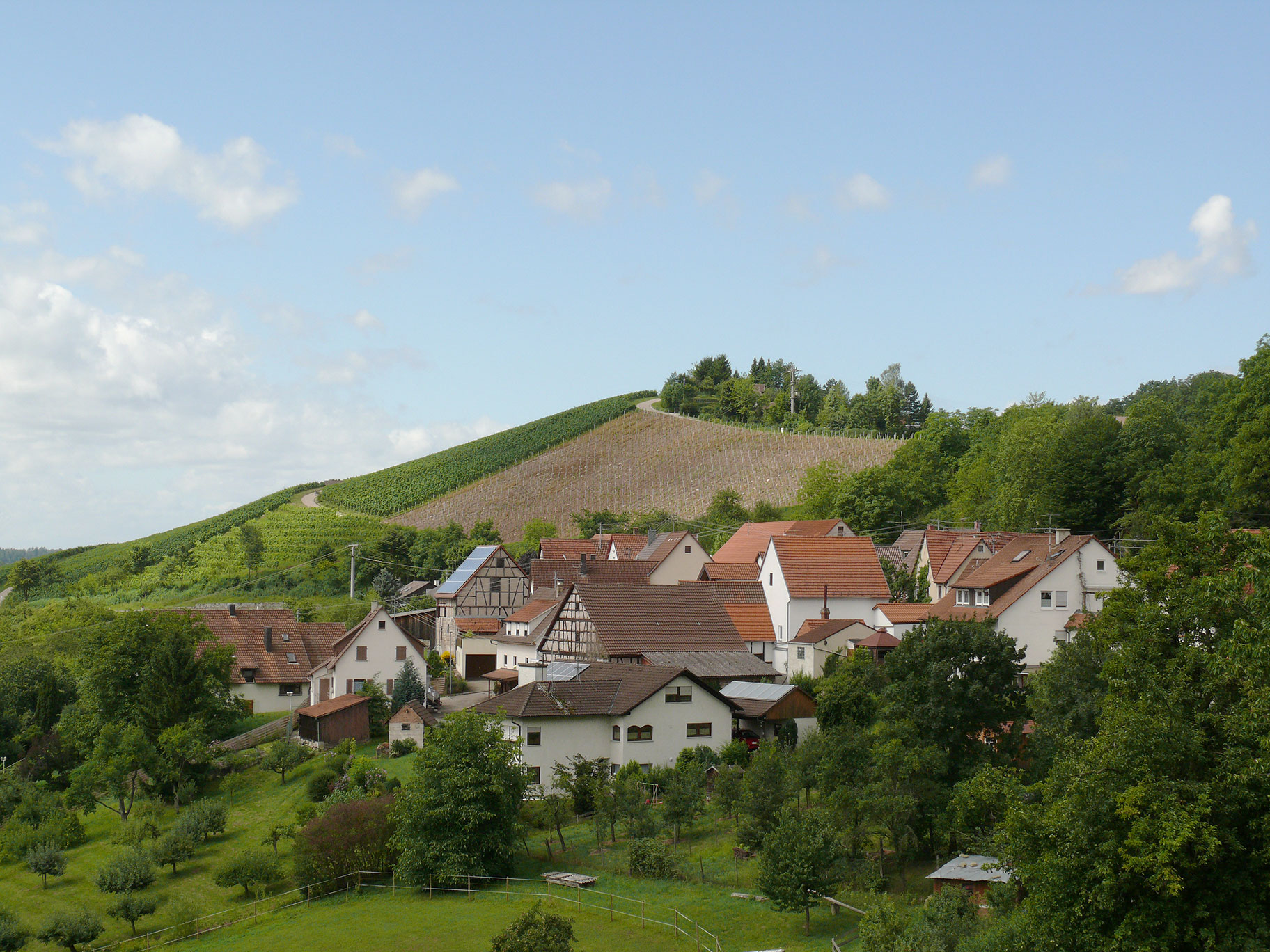
Etzlenswenden vom Friedhof (Nordosten)

Etzlenswenden ist ein Weiler im Landkreis Heilbronn in Baden-Württemberg, der zur Stadt Beilstein gehört.

## Geografie
Etzlenswenden liegt etwa sechs Kilometer nordöstlich von Beilstein im Kirschenklingenbächletal, einem Seitental des Schmidbachtals. Der Ort liegt in 385 m Höhe an einem steilen Südhang, die Gemarkungsfläche mit einer Fläche von rund 135 Hektar weist Höhen von 375 m bis 445 m auf. Nördlich von Etzlenswenden befindet sich der zu Lauffen am Neckar gehörende Stadtwald Etzlenswenden, eine Lauffener Exklave. Die L 1116 verbindet Etzlenswenden nach Westen mit den anderen Orten im Schmidbachtal, darunter Schmidhausen, nach Osten mit Stocksberg und der Klinik Löwenstein. Eine weitere Straße führt zum nördlich gelegenen, ebenfalls zu Beilstein gehörenden Weiler Farnersberg.

## Geschichte
Etzlenswenden entstand vermutlich als eine fränkische Waldrodungssiedlung. Bei der Rodung entstanden die Orte im Schmidbachtal vermutlich sukzessive talaufwärts, beginnend mit dem bereits im 7./8. Jahrhundert erwähnten Schmidhausen. Die Rodungskolonisation war vermutlich bereits vor der Jahrtausendwende abgeschlossen, womit die Weiler im Schmidbachtal älter sind als der heutige Hauptort Beilstein, der sich als Burgweiler erst im 12./13. Jahrhundert entwickelte. Im Falle von Etzlenswenden könnte der Namensbestandteil „-wenden“ ähnlich wie in Winnenden auf eine Besiedlung durch umgesiedelte Wenden im 8. Jahrhundert hindeuten. Die Namensherkunft ist jedoch ungeklärt, da der Ort 1245 auch als „Ezelinswiler“ erwähnt wurde. Ezelin könnte ein Personenname sein.

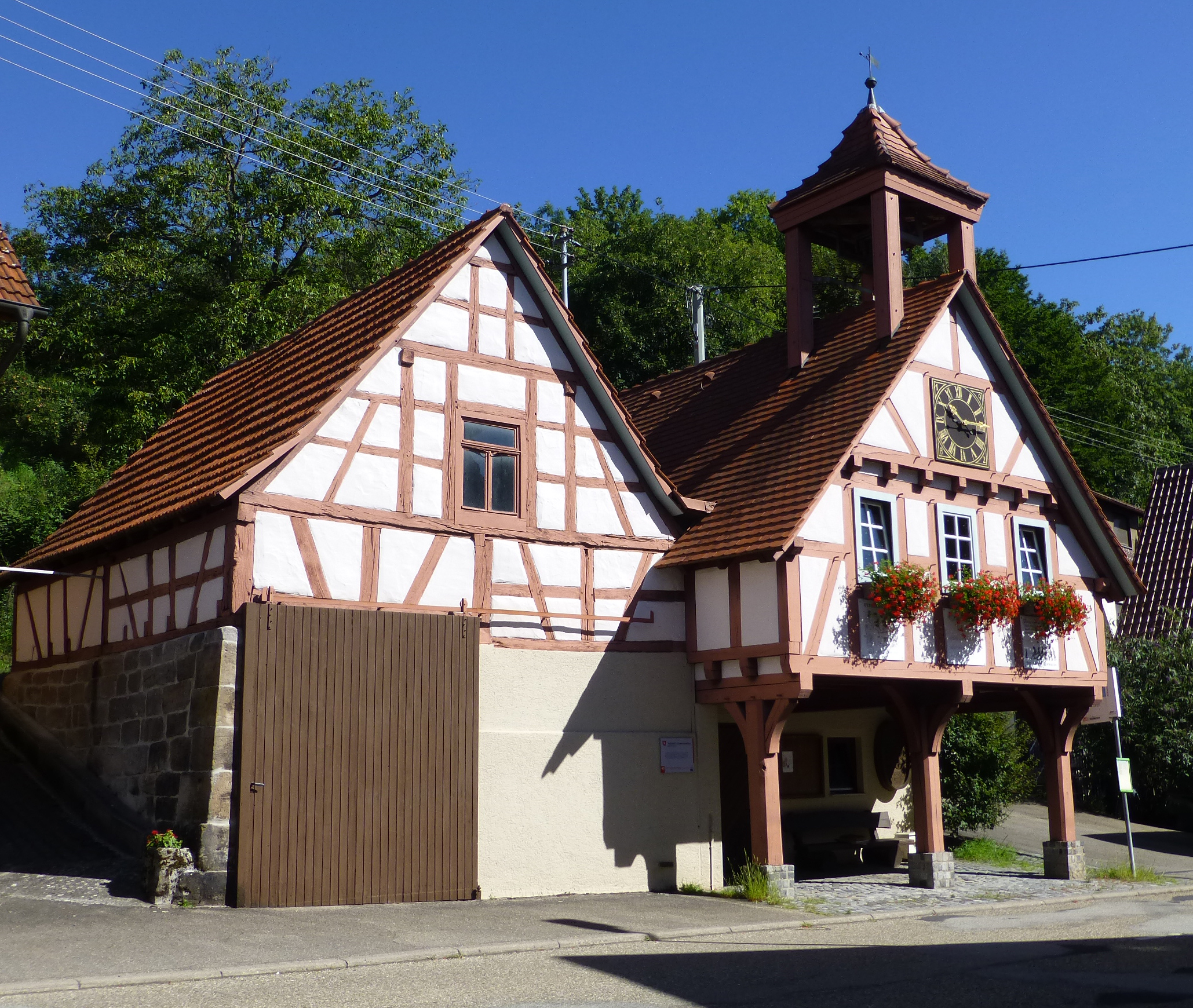
Das 1981 erneuerte „Kelterle“ mit Glockenturm weist auf die Bedeutung des Weinbaus in Etzlenswenden hin.

Etzlenswenden war durch die Jahrhunderte ein rein landwirtschaftlich geprägtes Straßendorf, in dem anfangs die Viehzucht überwog. Alte Weiderechte bestanden im Lauffener Stadtwald, im herrschaftlich württembergischen Wald „Krapfenhau“ und in den gräflich löwensteinischen Wäldern „Rehsteig“ und „Buchberg“. Im 18. und 19. Jahrhundert begann auch der Weinbau eine wichtige Rolle zu spielen, wenngleich zunächst auch noch der Obstbau einen Höhepunkt erreichte. 
Der Ort war in vier Lehen aufgeteilt: zwei württembergische, ein löwensteinisches und ein weilersches, die auf drei Grundherren aufgeteilt waren. Die Gerichtsbarkeit lag bereits 1623 in Beilstein. 1771 und 1805 gingen die löwensteinischen und weilerschen Anteile in Etzlenswenden auf Württemberg über, womit der Weiler ganz zu Beilstein kam.
Eine Schule in Etzlenswenden, die auch Kinder aus Farnersberg besuchten, bestand mit Unterbrechungen von spätestens 1717 bis 1866. Der Unterricht wurde in der Wirtsstube und abwechselnd in den Häusern der Bürger abgehalten, später gab es ein gemeinsames Schul- und Hirtenhaus. Mitunter war die Lehrerstelle nicht besetzt, so dass es auch Jahre ohne Unterricht gab.
Bei der Umsetzung der neuen Verwaltungsgliederung im Königreich Württemberg wurde Etzlenswenden 1810 mit Beilstein dem Oberamt Marbach zugeordnet.
Nach 1867 wurde in Etzlenswenden ein eigener Friedhof angelegt. 1924 erfolgte der Anschluss an das Elektrizitätsnetz, 1929 folgte eine Wasserleitung.
In den 1970er-Jahren wurde der Südhang der „Gemeindeäcker“ durch die Rebflurbereinigung ausschließlich für Weinbau zugerichtet. Am Nordhang wurde eine Wochenendsiedlung für etwa 30 Wochenendhäuser ausgewiesen.